# Novibipalium alterifuscatum
Novibipalium alterifuscatum és una espècie de planària terrestre que pertany a la subfamília dels bipalins. L'aparença externa i la mida del cos és molt similar a la de Bipalium fuscatum.